# 圓山地藏庵

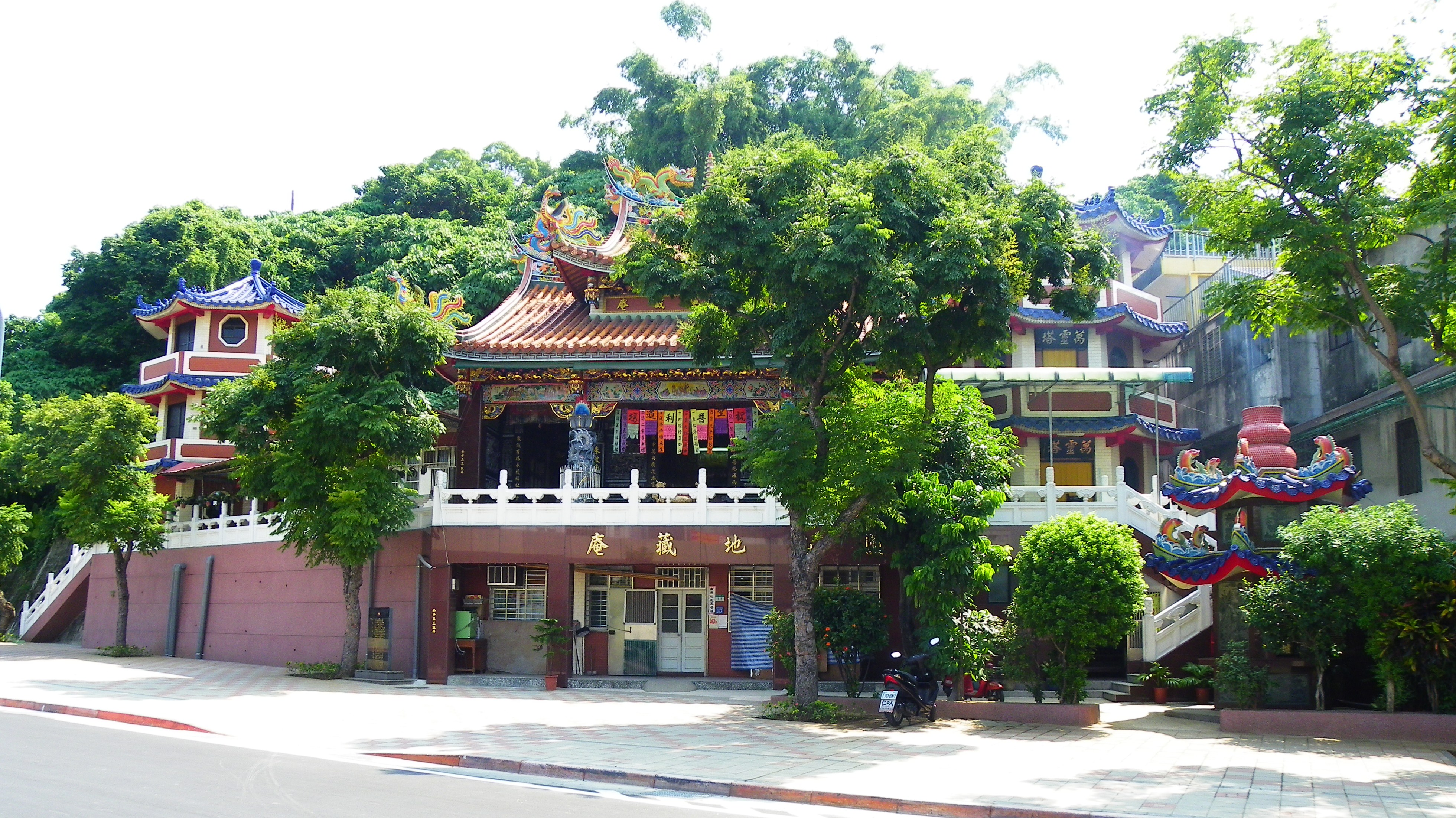
圓山地藏庵全景。

圓山地藏庵位於台灣台北市中山區圓山山麓酒泉街，是主祀地藏王菩薩之佛教廟宇，並附設納骨設施「萬靈塔」。該庵興建於1980年，建築型式屬仿古建築。另外，該庵的組織型態為管理人制，祭典日期則是每年農曆之七月三十。
該庵地處台北捷運圓山站附近，前有圓山遺址碑，並與臨濟護國禪寺相鄰。

## 概要
圓山地藏庵始建於台灣日治時期大正七年（1918年），時逢大龍峒與牛埔仔地區實施街道改正，殖民當局將該區墳墓強制移除，其中有大量無主骨骸暴晒野外無人奉祀，乃由臨濟護國禪寺住持長谷慈圓及道友會長中川小十郎與仕紳黃贊鈞發起闢建地藏庵收容無主孤魂。安奉於該庵萬靈塔內的無主屍骸，據推測部分為臺灣清治時期漳泉械鬥的死難者。

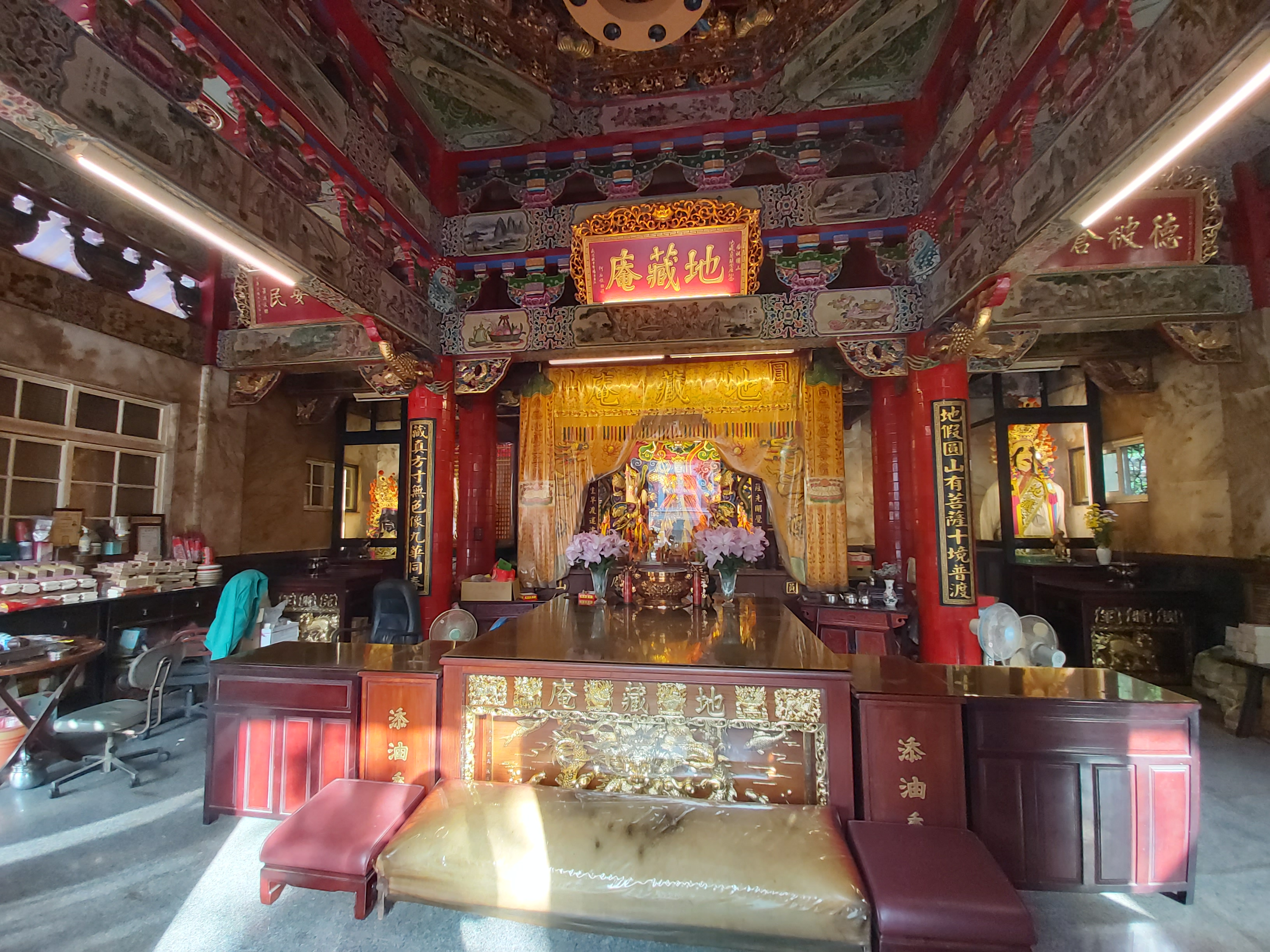
室內
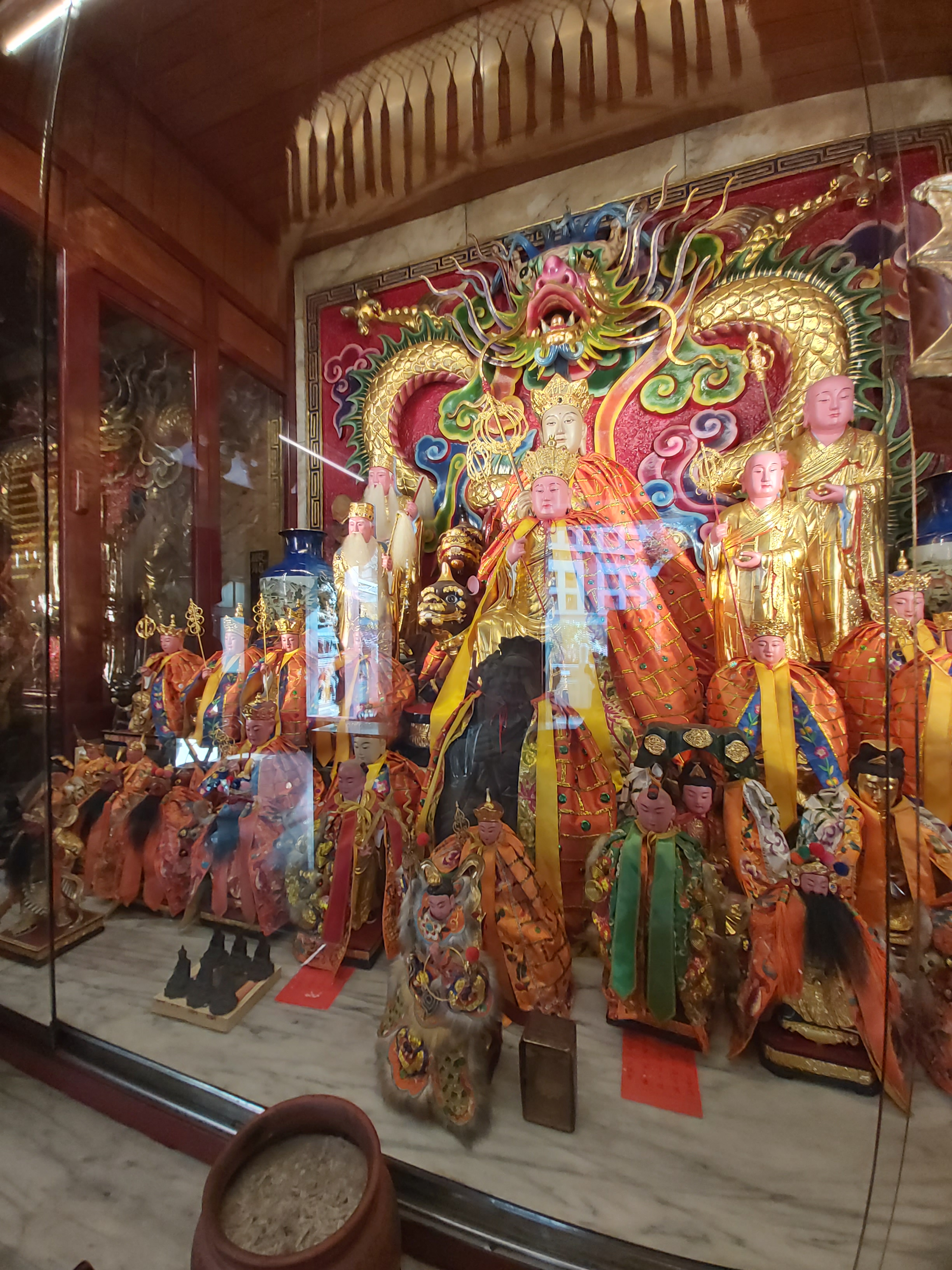
地藏王菩薩
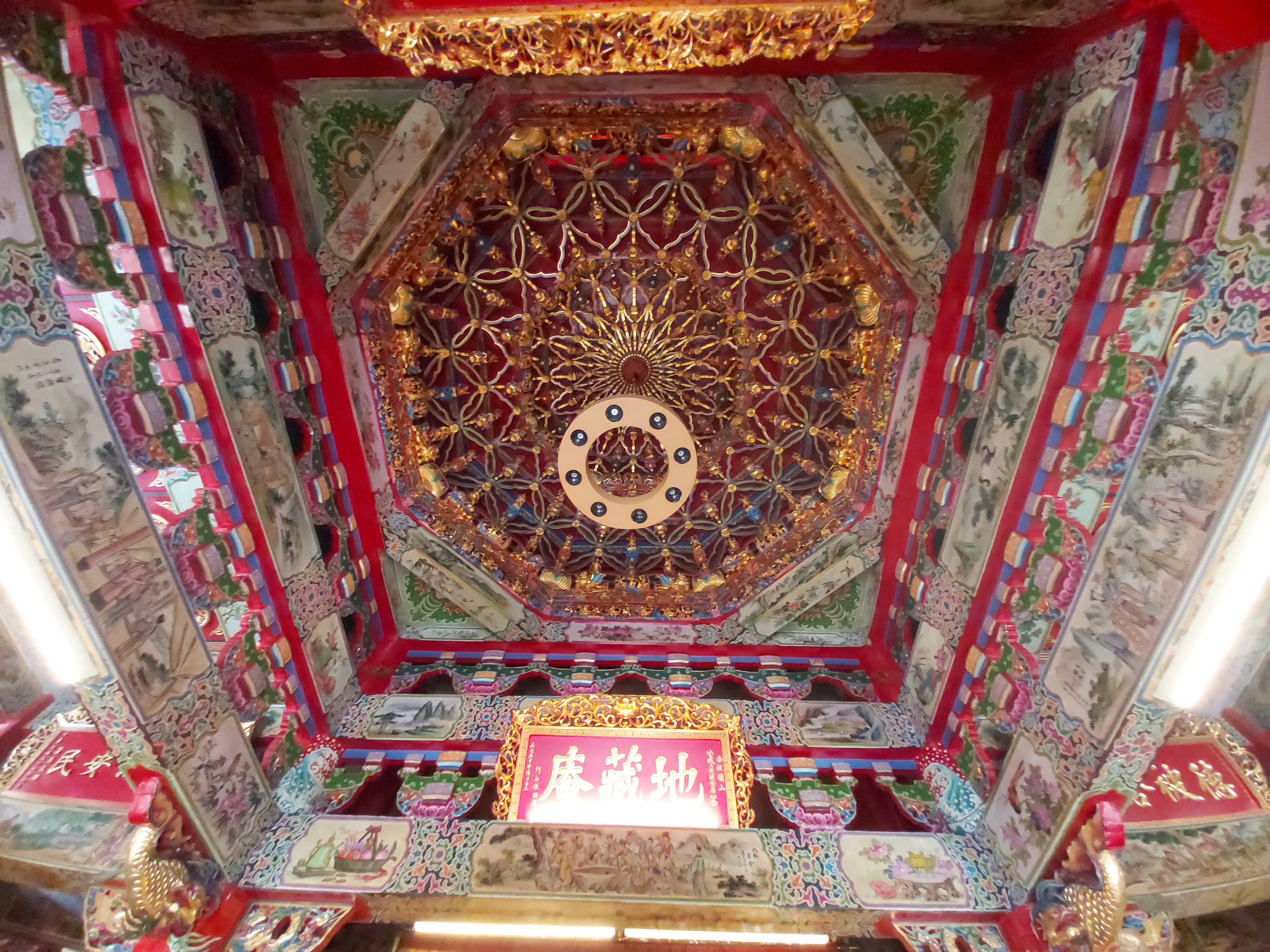
藻井
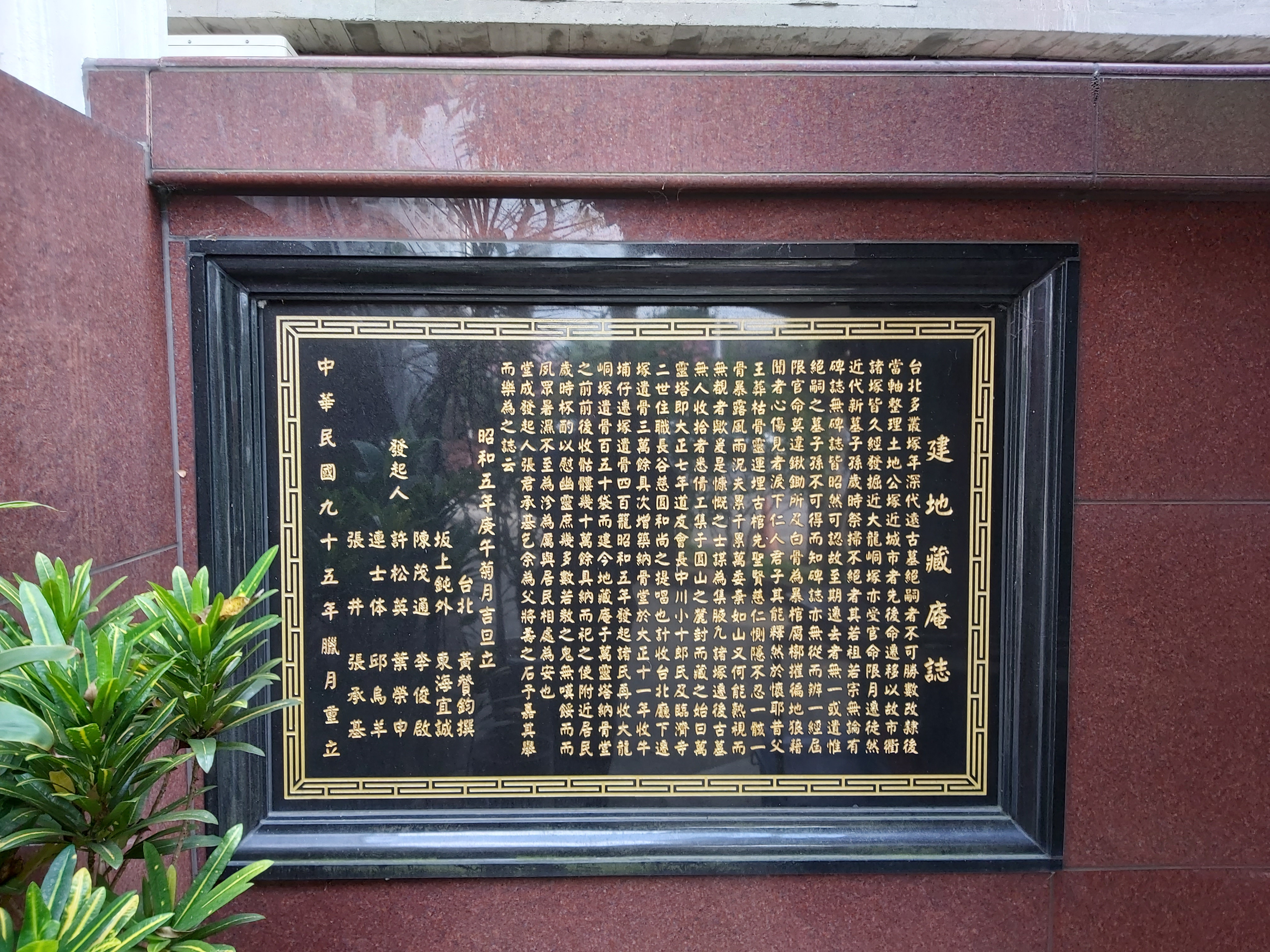
沿革

## 引註
1. ↑  吳三連台灣史料基金會.  (26). 吳三連台灣史料基金會: 3. 2005-12  [2025-01-07]. （原始内容存档于2025-01-23）.